# Burgos-BH/Saison 2022
Dieser Artikel beschreibt die Mannschaft und die Siege des Radsportteams Burgos-BH in der Saison 2022.

## Mannschaft
| Teamkader 2022           | Teamkader 2022    | Teamkader 2022 | Teamkader 2022                       |
| Name                     | Geburtsdatum      | Land           | Vorheriges Team                      |
| ------------------------ | ----------------- | -------------- | ------------------------------------ |
| Mario Aparicio           | 23. April 2000    | Spanien        | Gomur-Cantabria Infinita (2020)      |
| Jetse Bol                | 8. September 1989 | Niederlande    | Manzana Postobón (2018)              |
| Óscar Cabedo             | 12. November 1994 | Spanien        | Seguros Bilbao (2016)                |
| André Domingues          | 14. Dezember 2001 | Portugal       | Efapel (2021)                        |
| Jesús Ezquerra           | 30. November 1990 | Spanien        | Sporting-Tavira (2017)               |
| Ángel Fuentes            | 5. November 1996  | Spanien        |                                      |
| Victor Langellotti       | 7. Juni 1995      | Monaco         | UC Monaco (2017)                     |
| Juan Antonio López-Cózar | 20. August 1994   | Spanien        | Euskadi Basque Country-Murias (2019) |
| Ángel Madrazo            | 30. Juli 1988     | Spanien        | Delko-Marseille Provence-KTM (2018)  |
| Alex Molenaar            | 13. Juli 1999     | Niederlande    | Monkey Town-À Bloc CT (2019)         |
| Adrià Moreno             | 19. August 1991   | Spanien        | Team Vorarlberg (2021)               |
| Mehmet Şampiyonbisiklet  | 4. Dezember 1985  | Frankreich     | Cambodia Cycling Academy (2020)      |
| Daniel Navarro           | 18. Juli 1983     | Spanien        | Israel Start-Up Nation (2020)        |
| Ander Okamika            | 2. April 1993     | Spanien        |                                      |
| Felipe Orts              | 1. April 1995     | Spanien        |                                      |
| Óscar Pelegrí            | 30. Mai 1994      | Spanien        | Electro Hiper Europa (2021)          |
| Manuel Peñalver          | 10. Dezember 1998 | Spanien        | Trevigiani-Phonix-Hemus 1896 (2018)  |
| Mihkel Räim              | 3. Juli 1993      | Estland        | HRE Mazowsze Serce Polski (2021)     |
| Diego Rubio              | 13. Juni 1991     | Spanien        | Caja Rural-Seguros RGA (2017)        |
| Pelayo Sánchez           | 27. März 2000     | Spanien        | Gomur-Cantabria Infinita (2020)      |
|                          |                   |                |                                      |
| Quelle: ProCyclingStats  |                   |                |                                      |

## Siege
| Siege | Siege  | Siege | Siege  | Siege  | Siege |
| Datum | Rennen | Staat | Klasse | Sieger |       |
| ----- | ------ | ----- | ------ | ------ | ----- |